# Fulko z Angoulême
Fulko z Angoulême (francouzsky Foulques d'Angoulême, † 1087) byl hrabě z Angoulême z dynastie Tailleferů.
Narodil se jako syn Godefroye z Angoulême a Petronily z Archiacu. Roku 1048 po otcově skonu převzal hrabství. Oženil se s Condohou, dcerou normanského hraběte Roberta z Eu. Podle Historie biskupů a hrabat z Angoulême zemřel roku 1087 a jeho nástupcem se stal syn Vilém.